# Knickerbocker Avenue
Knickerbocker Avenue – stacja metra nowojorskiego, na trasie linii BMT Myrtle Avenue Line. Znajduje się w dzielnicy Bushwick w okręgu Brooklyn, w Nowym Jorku i obsługują ją przez całą dobę pociągi linii M. Otwarto ją 19 grudnia 1889.

## Układ stacji
Stacja składa się z dwóch peronów, które rozdzielają dwa tory. Do 1946 roku znajdował się dodatkowy, trzeci tor. Stację poddano przebudowie i modernizacji między 17 sierpnia 2012 a 8 lutego 2013. 